# 가려움

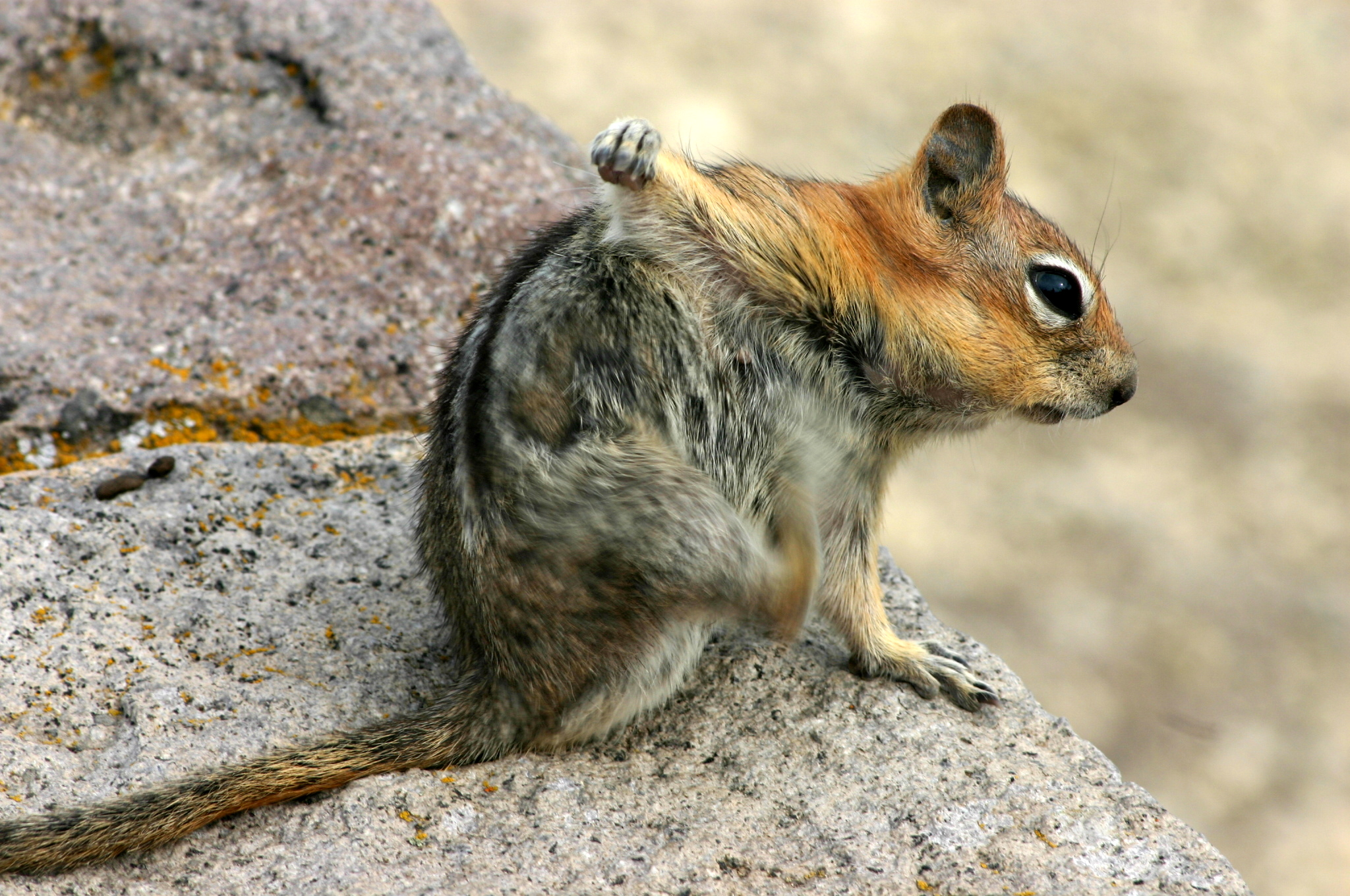
다람쥐가 스스로를 긁고 있다.

가려움은 피부를 긁거나 문지르고 싶게 만드는 불쾌한 감각이다. 가려움은 통증과 많은 부분에서 유사한 점을 가지고 있다. 가려움은 통증과 유사하게 피부에 있는 말초 감각신경이 특정 자극을 인지하여 중추신경계로 정보를 전달하는 일련의 과정을 통해 느끼게 된다. 그러나 통증을 일으키는 자극은 회피반사(Withdrawal reflex)를 유발하며, 가려움을 일으키는 자극은 긁음반사(Scratch reflex)를 유발한다.
만성 가려움은 삶의 질 저하와 밀접하게 연관되어 있으며, 심신을 쇠약하게 만든다.

## 기제
가려움과 고통의 무수초의 신경섬유는 모두 피부에서 비롯된다. 어쨌거나, 이들에 대한 정보는 동일한 말초신경 다발과 척수 시상계를 사용하는 두 개의 서로 다른 체계에서 중심으로 전달된다. 가려움은 말초신경계나 중추신경계에서 비롯될 수 있다.

### 진피와 가려움증수용체
피부에서 시작되는 가려움은 'pruritoceptive(가려움증수용체)'로 알려져 있으며, 기계적, 화학적, 열, 전기적 자극을 비롯한 다양한 자극으로 유발될 수 있다. 히스타민에 의한 가려움의 주요 구심 뉴우런은 수초가 없는 C 그룹 신경섬유이다.

## 같이 보기
- 털갈이
- 접촉 피부염